# Agelaia vicina

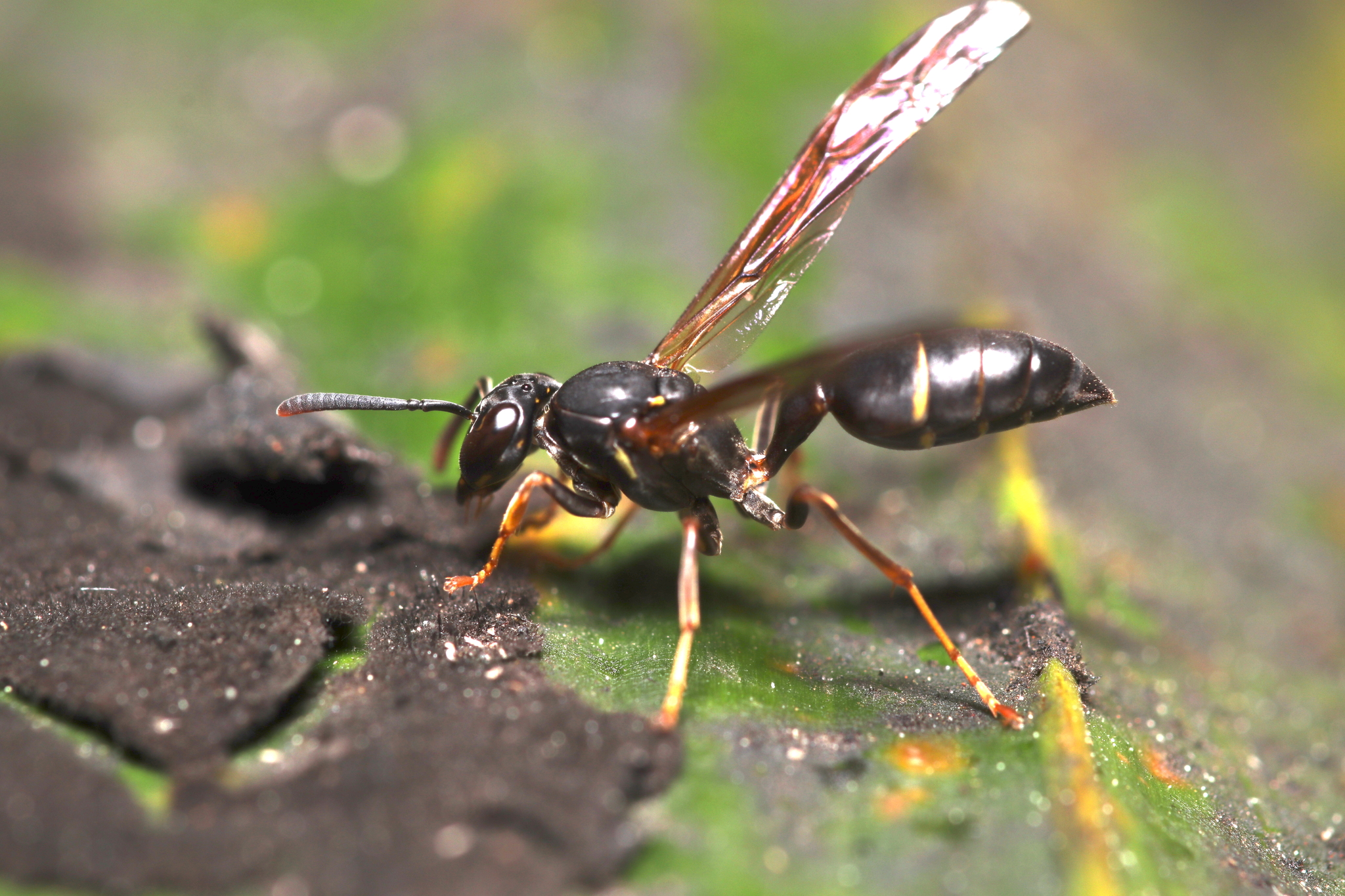
Agelaia vicina

Agelaia vicina (лат.) — вид общественных бумажных ос рода Agelaia семейства Vespidae. Это неотропические социальные осы, известные самыми большими размерами колоний и гнёзд среди социальных ос, причём некоторые колонии превышают миллион особей. Они являются хищниками наземных членистоногих, поедая как насекомых, так и пауков. Недавние исследования морфологии сперматозоидов показали, что хотя Vespidae относятся к надсемейству Vespoidea, A. vicina может быть более филогенетически связана с Apoidea.

## Таксономия и филогения
Впервые таксон был описан как новый вид Анри Луи Фредериком де Соссюром в 1854 году.
A. vicina это эусоциальная оса из подсемейства полистины и член семейства настоящие осы, входит в состав трибы Epiponini. Род Agelaia, включает такие виды как A. flavipennis, A. areata, A. angulicollis, A. cajennensis, A. fulvofasciata, A. myrmecophila, A. pallipes, A. yepocapa  и A. panamaensis.

### Морфология сперматозоидов
Анализ ультраструктуры сперматозоидов A. vicina и сравнение ее с образцами других видов из надсемейства Vespoidea показали, что A. vicina может быть более тесно связана с Apoidea, чем с Vespidae филогенетически. Данное исследование стало первым ультраструктурным описанием
сперматозоидов одного из видов семейства Vespidae.

## Описание
Оса среднего размера. Королевы этого вида отличаются меньшими головами и большими брюшками по сравнению с рабочими. Морфометрические сравнения по 27 внешним признакам показали, что у цариц меньше голова, больше мезосома и метасома, чем у рабочих. Метасома королев гораздо более развита, чем у рабочих, для размещения развитых яичников. Гастральный тергит I королевы гораздо более прочный по сравнению с рабочим, очевидно, для того, чтобы поддерживать увеличенную метасому. Окраска существенно не различается между кастами. Увеличение числа овариолей у королев не наблюдается, но каждый овариоль длинный и складчатый. Тем не менее, морфологическая кастовая дифференциация у A. vicina ниже, чем у некоторых сородичей с меньшими колониями, например, A. flavipennis и A. areata.

### Строение гнезда
A. vicina создают необычайно большие гнёзда. Сами соты обычно горизонтальные и довольно ровные, ни выпуклые, ни вогнутые. Ячейки обращены вниз, а слои сот вертикально соединены черешками. Нижние соты напоминают расслоившиеся слои, а верхние концентрически расширяются, образуя единый огромный сот. При наличии пространственных ограничений самый верхний слой перестаёт концентрически расширяться, в результате чего окончательная форма гнезда становится эллипсоидной. Расплод всегда сосредоточен в центре гнезда, а периферийные ячейки остаются пустыми, чтобы обволакивать структуру.
Гнёзда строятся из собранных растительных волокон.

## Распространение
Колонии A. vicina могут строить свои гнёзда в укрытых, полуоткрытых или полностью открытых местах. Их распространение в основном ограничено неотропическим регионом.
A. vicina встречается в Южной Бразилии, их гнёзда были изучены в городах Сан-Паулу и Минас-Жерайс..

## Цикл развития колонии
A. vicina — роевой вид, поэтому в создании новой колонии участвует большая группа рабочих и одна или несколько королев. Первоначальное строительство гнезда происходит быстро. Однако, в отличие от большинства роевых видов, у которых рост гнезда носит эпизодический характер, A. vicina постоянно увеличивает размер своего гнезда. Наблюдались случаи, когда размер гнезда удваивался через шесть месяцев. Известно, что A. vicina имеют самый большой размер колонии среди социальных ос, поскольку их колонии могут превышать миллион взрослых особей. У них также очень высокая скорость производства расплода — несколько тысяч особей в день. В сухой сезон наблюдается большой прирост популяции, за которым вскоре следует репродуктивное роение, приводящее к резкому сокращению размера колонии. Считается, что в сезон дождей уменьшение количества рабочих особей связано с трудностями в добыче пищи.

## Фуражировочное поведение
Все виды рода Agelaia, включая A. vicina и A. multipicta, не обладают свойством активно привлекать соплеменников к поиску источников пищи. Наиболее эффективной кормовой стратегией для этого рода является самостоятельный поиск пищи. Причина этого в том, что когда осы-фуражиры работают на индивидуальном уровне, они могут использовать ресурсы на данной территории быстрее и эффективнее, чем если бы они тратили время на привлечение сородичей в гнездо или пытались защитить территорию от чужих ос. Ведя себя как одиночные фуражиры, они регулярно находят нетронутые участки с кормом и эксплуатируют их так быстро, как только возможно, пока их не вытеснят хищники. Как следствие, это означает, что особи данного вида не придерживаются определённых кормовых территорий.

## Осы и муравьи
Муравьи охотятся на социальных ос, что влияет на эволюцию архитектуры гнёзд, защитного поведения и выбора мест для гнездования этих насекомых. В биоме Атлантического леса муравьи Camponotus renggeri Emery, 1894 (Formicidae) атакуют в качестве хищников колонии социальной осы Agelaia vicina (de Saussure, 1854) и захватывают гнёзда Parachartergus pseudapicalis Willinck, 1959 (Hymenoptera: Vespidae). Впервые это явление было обнаружено в 2015 и 2018 годах на юге штата Минас-Жерайс, Бразилия. Это первое сообщение о том, что C. renggeri охотится на социальных ос и занимает их гнёзда. Camponotus renggeri охотился на особей A. vicina в гнезде, построенном на дереве Erythrina falcata (семейство Бобовые) на высоте около 1,5 м над землёй поздней осенью, в сухой сезон в регионе исследований. Отдельные особи этого муравья проникали в колонию A. vicina через дупло дерева, чтобы добраться до сот, закреплённых внутри ствола.

## Значение для человека
Ужаления A. vicina могут вызывать сильную аллергию, анафилактические реакции и даже смерть у людей.

### Нейротоксины в ядеA. vicina
Было проведено много исследований по выделению и изучению эффективных аспектов яда A. vicina. В недавнем исследовании с участием крыс Wistar был выделен нейротоксин AvTx8, который затем вводили в мозг крыс с помощью микроинъекций, чтобы понять его влияние на мозговую активность. Выяснилось, что нейротоксин влияет на ГАМКергическую нейротрансмиссию, повышая активность определённых тормозных путей. Тем самым он снижает оборонительное поведение крыс, распространяя антипанический эффект. Исследование позволяет предположить, что нейротоксин AcTx8, как и многие другие химические вещества, обнаруженные в яде A. vicina, могут быть использованы для изучения механизмов работы мозга и сетей ствола мозга.
Денатурированный неочищенный экстракт яда осы Agelaia vicina ингибирует поглощение глутамата и ГАМК в синаптосомах коры головного мозга крыс. Из яда A. vicina был выделен нейротоксин AvTx 7 (молекулярная масса 1210 Da). AvTx 7 ингибирует поглощение глутамата в дозозависимой и неконкурентной манере. Обнаружено, что AvTx 7 стимулирует высвобождение глутамата в присутствии блокаторов кальциевых и натриевых каналов, что свидетельствует о том, что его действие не опосредовано этими каналами. AvTx 7 потенцирует высвобождение глутамата в присутствии блокаторов К(+) каналов тетраэтиламмония и 4-аминопиридина, что указывает на то, что токсин может действовать через эти чувствительные к препаратам К(+) каналы. Каталепсия — это состояние неподвижности, которое обычно испытывают пациенты, хронически принимающие многие противопаркинсонические и нейролептические препараты. В последнее время кататония рассматривается как эволюционно обусловленная реакция страха. У грызунов отмечен каталептогенный эффект низкомолекулярных соединений из яда социальной осы A. vicina (AdAv). Интрацеребровентрикулярные инъекции AdAv в максимальной дозе снижали локомоторную активность крыс Wistar в открытом поле и вызывали атаксию и каталепсию в течение 10 мин. Этот эффект наблюдался до 30 мин после инъекции. Более низкие дозы денатурированного яда, введённые в желудочки мозга, также снижали локомоторную активность крыс, но не вызывали каталепсии. Каталептические эффекты интрацеребрально введённого AdAv антагонизировались периферической (внутрибрюшинной) предварительной обработкой теофиллином и кетамином. Более того, центральные эффекты AdAv сравнивались с эффектами, вызываемыми нейролептическим препаратом галоперидолом (вводимым внутрибрюшинно), каталептические эффекты которого также антагонизировались теофиллином и кетамином. Однако связь галоперидола с денатурированным ядом восстанавливалась теофиллином, но не кетамином. Эти данные позволяют предположить, что яд A. vicina может воздействовать на нейронные субстраты, связанные с каталепсией в центральной нервной системе.